# Liste der Monuments historiques in Villemareuil
Die Liste der Monuments historiques in Villemareuil führt die Monuments historiques in der französischen Gemeinde Villemareuil auf.

## Liste der Objekte
| Bezeichnung                                                               | Beschreibung | Standort                                                                            | Kennzeichnung | Schutzstatus | Datum | Bild |
| ------------------------------------------------------------------------- | --- | ----------------------------------------------------------------------------------- | ------------- | ------------ | ----- | ---- |
| Grabplatte für N. de Buz († 1529) und seine Frau Anne de Reilhac († 1522) | Stein, 16. Jahrhundert | Im Kirchenschiff der Kirche St-Jacques-St-Christophe (Lage)                         | PM77001826    | Classé       | 1906  |      |
| Grabplatte für François Le Doyen                                          | Grabplatte für François Le Doyen, den Pfarrer von Villemareuil, der am 17. Juni 1634 verstarb. Ein rechteckiger Grabstein der an der Nordwand aufgestellt wurde und auf dem zentral das Bildnis des Verstorbenen und an den Rändern der Grabplatte die Grabinschrift eingraviert wurde. Bezeichnet mit 1634. | An der Nordwand in der Nähe des Eingangs der Kirche St-Jacques-St-Christophe (Lage) | PM77004141    | Inscrit      | 1982  |      |
| Gemälde Ecce Homo                                                         | Ölgemälde aus dem 17. Jahrhundert. | Im Kirchenschiff der Kirche St-Jacques-St-Christophe (Lage)                         | PM77001824    | Classé       | 1905  |      |
| Gemälde Madonna mit Kind                                                  | Ölgemälde aus dem 17. Jahrhundert. | Im Querschiff der Kirche St-Jacques-St-Christophe (Lage)                            | PM77001825    | Classé       | 1905  |      |